# Dictyonema minus
Dictyonema minus är en lavart som beskrevs av Lücking, E. Navarro & Sipman 2004. Dictyonema minus ingår i släktet Dictyonema, klassen Agaricomycetes, divisionen basidiesvampar och riket svampar.   Inga underarter finns listade i Catalogue of Life.